# Келлі Верстег
Келлі Верстег (нід. Kelly Versteeg; нар. 18 листопада 1994) — колишня нідерландська тенісистка.
Найвищу одиночну позицію світового рейтингу — 497 місце досягла 15 лютого 2016, парну — 402 місце — 21 вересня 2015 року.
Здобула 9 парних титулів туру ITF.

## Фінали ITF

### Одиночний розряд: 0 (0–6)
| Легенда          |
| ---------------- |
| турніри $100,000 |
| турніри $75,000  |
| турніри $50,000  |
| турніри $25,000  |
| турніри $10,000  |

| Результат | Ранг | Дата              | Турнір                          | Покриття | Суперниця             | Рахунок       |
| --------- | ---- | ----------------- | ------------------------------- | -------- | --------------------- | ------------- |
| Поразка   | 1.   | 19 липня 2014     | ITF Кнокке, Бельгія             | Ґрунт    | Квірін Лемуан         | 1–6, 0–6      |
| Поразка   | 2.   | 26 квітня 2015    | ITF Ponta Delgada, Португалія   | Тверде   | Георгіна Гарсія Перес | 2–6, 1–6      |
| Поразка   | 3.   | 28 червня 2015    | ITF Кантаньєде, Португалія      | Килим    | Крістіана Феррандо    | 4–6, 6–7(6–8) |
| Поразка   | 4.   | 31 січня 2016     | Сен-Мартен (Франція), Гваделупа | Тверде   | Іріна Раміалізон      | 1–6, 0–6      |
| Поразка   | 5.   | 25 червня 2016    | ITF Бреда, Нідерланди           | Ґрунт    | Вівіан Гайзен         | 2–6, 1–6      |
| Поразка   | 6.   | 20 листопада 2016 | ITF Соларино, Італія            | Килим    | Людмила Самсонова     | 6–3, 0–6, 1–6 |

### Парний розряд: 17 (9–8)
| Легенда          |
| ---------------- |
| турніри $100,000 |
| турніри $75,000  |
| турніри $50,000  |
| турніри $25,000  |
| турніри $10,000  |

| Результат | Ранг | Дата              | Турнір                      | Покриття   | Партнерка            | Суперниці                                     | Рахунок               |
| --------- | ---- | ----------------- | --------------------------- | ---------- | -------------------- | --------------------------------------------- | --------------------- |
| Поразка   | 1.   | 21 січня 2013     | ITF Анталія, Туреччина      | Ґрунт      | Еліне Буйкенс        | Лі Чін А Ю Мі                                 | 3–6, 4–6              |
| Поразка   | 2.   | 8 березня 2013    | Ам'єн, Франція              | Ґрунт (i)  | Бернісе ван де Велде | Лена-Марі Гофманн Ізабелла Шинікова           | 6–7(5–7), 1–6         |
| Поразка   | 3.   | 25 липня 2013     | Маасейк, Бельгія            | Ґрунт      | Бернісе ван де Велде | Демі Схюрс Ева Ваканно                        | 2–6, 6–4, [7–10]      |
| Перемога  | 1.   | 19 січня 2014     | Тінахо, Іспанія (Лансароте) | Тверде     | Шарлотте ван дер Мей | Клаудія Джовіне Аліче Матеуччі                | 2–6, 7–6(7–5), [10–6] |
| Поразка   | 4.   | 21 березня 2014   | Гавр, Франція               | Ґрунт (i)  | Бернісе ван де Велде | Ізабелла Шинікова Альона Сотникова            | 4–6, 3–6              |
| Поразка   | 5.   | 25 липня 2014     | Маасейк, Бельгія            | Ґрунт      | Бернісе ван де Велде | Стеффі Дістелманс Маґалі Кемпен               | 4–6, 3–6              |
| Перемога  | 2.   | 19 вересня 2014   | Петанж, Люксембург          | Тверде (i) | Еліне Буйкенс        | Міхаела Гончова Нора Нідмерс                  | 7–6(7–2), 6–1         |
| Перемога  | 3.   | 6 грудня 2014     | Сус, Туніс                  | Тверде     | Демі Схюрс           | Вів'єн Югашова Тереза Малікова                | 6–3, 6–0              |
| Перемога  | 4.   | 27 червня 2015    | Кантаньєде, Португалія      | Килим      | Еріка Вогелсанг      | Марія Мартінес Мартінес Ольга Паррес Аскойтія | 7–5, 6–2              |
| Перемога  | 5.   | 10 липня 2015     | Knokke, Бельгія             | Ґрунт      | Еліне Буйкенс        | Саллі Пірс Кімберлі Циммерманн                | 6–2, 6–4              |
| Перемога  | 6.   | 24 липня 2015     | Маасейк, Бельгія            | Ґрунт      | Стеффі Дістелманс    | Катаріна Герінґ Ліза Матвієнко                | 6–1, 7–6(7–4)         |
| Перемога  | 7.   | 22 серпня 2015    | Олдензал, Нідерланди        | Ґрунт      | Стеффі Дістелманс    | Валентіні Грамматікопулу Світлана Пироженко   | 6–3, 7–5              |
| Перемога  | 8.   | 28 серпня 2015    | Роттердам, Нідерланди       | Ґрунт      | Розалі ван дер Гук   | Катаріна Герінґ Карін Кеннель                 | 6–7(6–8), 6–1, [10–5] |
| Поразка   | 6.   | 17 жовтня 2015    | Іракліон, Греція            | Тверде     | Стеффі Дістелманс    | Вікторія Кужмова Ралука Джорджана Шербан      | 2–6, 0–6              |
| Поразка   | 7.   | 20 листопада 2015 | ITF Гельсінкі, Фінляндія    | Тверде (i) | Маґалі Кемпен        | Дарія Лодікова Дар'я Мішина                   | 6–3, 2–6, [5–10]      |
| Перемога  | 9.   | 22 січня 2016     | ITF Petit-Bourg, Гваделупа  | Тверде     | Розалі ван дер Гук   | Жаклін Крістіан Гая Санесі                    | 7–6(7–5), 6–1         |
| Поразка   | 8.   | 15 липня 2016     | ITF Кнокке, Бельгія         | Ґрунт      | Дебора Керфс         | Френсіс Елтік Астра Шарма                     | 4–6, 4–6              |